# Archidamos II
Sauf précision contraire, les dates de cet article sont sous-entendues « avant l'ère commune » (AEC), c'est-à-dire « avant Jésus-Christ ».
Pour les articles homonymes, voir Archidamos.
 (juillet 2024).
Si vous disposez d'ouvrages ou d'articles de référence ou si vous connaissez des sites web de qualité traitant du thème abordé ici, merci de compléter l'article en donnant les références utiles à sa vérifiabilité et en les liant à la section « Notes et références ».
Archidamos II (en grec ancien Ἀρχίδαμος) est un roi de Sparte.
Roi de Sparte vers 469, de la famille royale des Eurypontides, Archidamos met fin à la troisième guerre de Messénie en  462 avec l'aide d'Athènes. Ami de Périclès, réputé pour sa prudence, Archidamos tente d'éviter la guerre du Péloponnèse, puis en 431 envahit l'Attique sans parvenir à bloquer sérieusement Athènes (à cette occasion, il interdit à ses soldats d'endommager les domaines de Périclès). Il s'empare de la ville de Platées en  427 après un siège de quatre ans.
Époux d'Eupolie, il est le père d'Agis II, de Cynisca et d'Agésilas II,, et le grand-père d'Archidamos III. Il cède le trône à son fils Agis II vers 425 et meurt en 422.